# برينت ويتفيلد
برينت ويتفيلد (بالإنجليزية: Brent Whitfield)‏ (8 يناير 1981 في الولايات المتحدة - ) هو مدرب كرة قدم ولاعب كرة قدم أمريكي في مركز الهجوم. لعب مع نادي شيفاز يو إس أي وLA Laguna FC ‏ وSeattle Sounders (1994–2008) ‏ وSouthern California Eagles ‏ وVentura County Fusion ‏ وHollywood United Hitmen ‏.

## وصلات خارجية
- برينت ويتفيلد على موقع الدوري الأمريكي (الإنجليزية)
- برينت ويتفيلد على موقع قاعدة بيانات كرة القدم.إي يو (الإنجليزية)